# Xã North Henderson, Quận Mercer, Illinois
Xã North Henderson (tiếng Anh: North Henderson Township) là một xã thuộc quận Mercer, tiểu bang Illinois, Hoa Kỳ. Năm 2010, dân số của xã này là 421 người.